# Skull Ring
Skull Ring — студийный альбом Игги Попа, выпущенный в 2003 году.

## Об альбоме
В Skull Ring Игги сотрудничал с такими группами, как The Stooges, The Trolls, Green Day, Sum 41, а также Peaches.
В большинстве песен альбома музыкантами были участники группы The Trolls, проекта Игги Попа, который впервые появился в альбоме Beat ’Em Up, хотя участники его прежней группы The Stooges также появились в некоторых песнях.
Сингл из альбома «Little Know It All» был записан с группой Sum 41. Музыкальное видео на песню получило значительную ротацию на музыкальных каналах.

## Список композиций
| №   | Название                                                   | Приглашённый исполнитель | Длительность |
| --- | ---------------------------------------------------------- | ------------------------ | ------------ |
| 1.  | «Little Electric Chair»                                    | The Stooges              | 4:41         |
| 2.  | «Perverts in the Sun»                                      | The Trolls               | 3:18         |
| 3.  | «Skull Ring»                                               | The Stooges              | 3:52         |
| 4.  | «Superbabe»                                                | The Trolls               | 4:09         |
| 5.  | «Loser»                                                    | The Stooges              | 2:41         |
| 6.  | «Private Hell»                                             | Green Day                | 2:50         |
| 7.  | «Little Know It All»                                       | Sum 41                   | 3:33         |
| 8.  | «Whatever»                                                 | The Trolls               | 3:16         |
| 9.  | «Dead Rock Star»                                           | The Stooges              | 4:40         |
| 10. | «Rock Show»                                                | Peaches                  | 2:09         |
| 11. | «Here Comes the Summer»                                    | The Trolls               | 4:53         |
| 12. | «Motor Inn»                                                | Peaches                  | 4:11         |
| 13. | «Inferiority Complex»                                      | The Trolls               | 4:13         |
| 14. | «Supermarket»                                              | Green Day                | 3:02         |
| 15. | «’Til Wrong Feels Right»                                   | —                        | 3:13         |
| 16. | «Blood on Your Cool» (+ скрытый трек «Nervous Exhaustion») | The Trolls               | 7:03         |

## Участники записи
Приведены по сведениям базы данных Discogs

| Музыканты: - Игги Поп — вокал - Уайти Кирст — гитара (на треках 2, 4, 8, 11, 13, 16, 17) - Пит Маршал — бас-гитара (на треках 2, 4, 8, 11, 13, 16, 17) - Алекс Кирст — ударные, перкуссия (на треках 2, 4, 8, 11, 13, 16, 17) - Рон Эштон — гитара, бас-гитара (на треках 1, 3, 5, 9, 15) - Скотт Эштон — ударные, перкуссия (на треках 1, 3, 5, 9, 15) - Билли Джо Армстронг — гитара, бэк-вокал (на треках 6, 14) - Майкл Дёрнт — бас-гитара (на треках 6, 14) - Тре Кул — ударные, перкуссия (на треках 6, 14) - Дерик Уибли — ритм-гитара, вокал (на треке 7) - Дэйв Бэкш — соло-гитара (на треке 7) - Джейсон Маккаслин — бас-гитара (на треке 7) - Стив Джоз — ударные, перкуссия (на треке 7) - Peaches — вокал, электроника, семплы (на треках 10, 12) - Стив Кипинг — дополнительные ударные (на треках 10, 12) | Технический персонал: - Игги Поп — музыкальный продюсер - Грейг Нори — музыкальный продюсер (на треке 7) - Крис Кэрролл — звукоинженер, инженер сведе́ния (на треках 1—5, 8, 9, 11, 13, 15, 16) - Крис Дуган — звукоинженер, инженер сведе́ния (на треках 6, 14) - Рето Питер — ассистент звукоинженера (на треках 6, 14) - Стив Робиллард — ассистент звукоинженера (на треках 10, 12) - Стив Кипинг — дополнительный инженер сведе́ния (на треках 10, 12) - Фред Кеворкян — инженер мастеринга - Шон Мошер-Смит — арт-директор - Майк Джойс — дизайнер - Марк Манн — фотограф |

## Позиции в хит-парадах
Еженедельные чарты:
| Год  | Хит-парад      | Высшая позиция | Пребывание |
| ---- | -------------- | -------------- | ---------- |
| 2003 | Франция (SNEP) | 34             | 4 недели   |